# Feng
feng（フォン）は、かつて存在した有限会社ホワイトローズのアダルトゲームブランド。

## 沿革
後に代表となる上様（うえさま）を中心に結成された同人サークル「みぎやじるし」が前身。上様が大学受験の浪人中で同人ソフト2作目を製作中に業界関係者から声がかかり、のちの2003年5月に法人化した。
2作目『White Princess 〜一途にイっても浮気してもOKなご都合主義学園恋愛アドベンチャー!!〜』製作中に製作への考えの違いからスタッフが大量離脱し内部スタッフが2人となり、パートナーブランドからも脱退し、空中分解の危機を迎える。しかし、外注を中心にした小規模開発体制で危機を乗り切り、『White Princess』は1万本以上の売上を記録し、PS2にも移植された。4作目『青空の見える丘』、5作目『あかね色に染まる坂』も相次いでヒットとなる。
また、アダルトゲーム作品以外でも、2015年1月から放送している、『アブソリュート・デュオ』の製作にも携わっている。
しかしながら、需要の低迷などにより売上は低調に推移、業況の改善も見込めないことから2019年5月末で事業を停止、ホワイトローズは同年9月30日に千葉地方裁判所から破産手続開始の決定を受けた。負債総額は6088万円。
fengの各権利は破産管財人からSekai Projectへ譲渡された。各タイトルに使用されているヴォーカル楽曲（一部を除く）のほぼ全ては株式会社Creartsが権利所有者となる。ホワイトローズは2021年3月24日に法人格が消滅した。
株式会社Crearts、Sekai Project、その他各権利所有者から許諾を受けたfengコンプリートボーカルアルバム製作委員会は、fengがリリースしていたタイトルのボーカル曲を収録した「fengコンプリートボーカルアルバム」を2021年11月26日に発売する事を発表した。fengコンプリートボーカルアルバム製作委員会は同年9月3日から、ホワイトローズの破産手続開始時点で残っていた在庫商品の販売を開始した。

## エピソード
- ブランド名の feng は「風」の中国語読みである fēng （フォン）から[7][8]。アダルトゲーム業界に吹く風を見失わないように、自分たちが業界に風を吹かせることが出来るように、追い風がfengに吹くようになどの意味が込められている[8]。中国語を選んだ理由は、「風」の意味の単語を多くの言語で調べた際に、一番響きがよいと感じたから[8]。しばしばフェングと間違って読まれてしまう[7]。
- 1作目『knot 〜絆の魔法〜』が7か月の延期、3作目『魔法少女Twin☆kle』がセールス的に大コケ、生きるか死ぬかの瀬戸際だったと述懐している。

## 作品一覧
| 発売日         | タイトル                                                                          | 原画                                                              | シナリオ                               |
| -------------- | --------------------------------------------------------------------------------- | ----------------------------------------------------------------- | -------------------------------------- |
| 2002年7月26日  | knot 〜絆の魔法〜                                                                 | 神無月ねむ                                                        | 早川袖流                               |
| 2003年11月7日  | White Princess 〜一途にイっても浮気してもOKなご都合主義学園恋愛アドベンチャー!!〜 | あおいまなぶ                                                      | サイトウケンジ                         |
| 2005年3月4日   | 魔法少女Twin☆kle                                                                  | 桐島サトシ、涼香                                                  | 玉沢円                                 |
| 2006年4月21日  | 青空の見える丘                                                                    | 涼香、和泉つばす 澤野明（ミニキャラ）                             | サイトウケンジ                         |
| 2007年7月27日  | あかね色に染まる坂                                                                | 和泉つばす、涼香 なちゅらるとん あおいまなぶ 澤野明（ミニキャラ） | サイトウケンジ                         |
| 2010年10月15日 | 星空へ架かる橋                                                                    | 涼香、なちゅらるとん 鶴崎貴大、有河サトル 澤野明（ミニキャラ）    | あくまっこ 柊★たくみ                   |
| 2012年4月27日  | 星空へ架かる橋AA                                                                  | 涼香、なちゅらるとん 鶴崎貴大、有河サトル 澤野明（ミニキャラ）    | あくまっこ 柊★たくみ                   |
| 2013年10月25日 | ちいさな彼女の小夜曲                                                              | 鶴崎貴大、へるるん 浅葉ゆう なちゅらるとん                        | 陸奥竜介 柊☆たくみ 狩野伊太朗 和泉万夜 |
| 2014年12月19日 | 彼女のセイイキ                                                                    | 涼香 なちゅらるとん（SD）                                         | なかひろ                               |
| 2015年8月28日  | 妹のセイイキ                                                                      | 涼香 なちゅらるとん（SD）                                         | なかひろ                               |
| 2016年11月25日 | 学校のセイイキ                                                                    | 涼香 なちゅらるとん（SD）                                         | なかひろ 芳井一                        |
| 2018年3月30日  | ずっと前から女子でした                                                            | 鶴崎貴大 なちゅらるとん（SD）                                     | たにかわたかみ 芳井一                  |
| 2019年2月22日  | 夢と色でできている                                                                | karory                                                            | なかひろ                               |

### アニメ化作品
| タイトル           | 放送年 | アニメーション制作 |
| ------------------ | ------ | ------------------ |
| あかね色に染まる坂 | 2008年 | ティー・エヌ・ケー |
| 星空へ架かる橋     | 2011年 | 動画工房           |

## 在籍していたスタッフ
代表・プロデューサー・広報
- 上様（うえさま） - DreamParty やコミックマーケットなどで行われるトークショーなどに積極的に出演している。ペンネームは高校時代に付けている。

原画
- 涼香（りょうか）- 外注。『魔法少女Twin☆kle』のサブ原画で参加して以降継続して担当。『青空の見える丘』ではメイン原画、以後もメイン原画の一角としてfeng作品の原画中心人物となっている。
- 和泉つばす（いずみ-） - 外注。涼香の知り合い、『青空の見える丘』と『あかね色に染まる坂』を担当。
- なちゅらるとん - 自称原画見習い。『あかね色に染まる坂』でサブ原画、『星空へ架かる橋』でメイン原画の一部担当、『ちいさな彼女の小夜曲』もＳＤ原画を担当。
- 鶴崎貴大 (つるさき たかひろ)- 外注。『星空へ架かる橋』から参入。『ちいさな彼女の小夜曲』もメイン原画担当。
- あおいまなぶ - 外注。『WhitePrincess』メイン原画、『あかね色に染まる坂 ぱられる』の一部原画を担当。
- karory - 外注。『夢と色でできている』メイン原画。

シナリオ
- なかひろ - 外注。『彼女のセイイキ』から参入。
- サイトウケンジ - 上様の同人時代からの知り合い。PS2 版『White Princess』でシナリオ大幅書き換えに着手して以降メインシナリオライターを務める。ういんどみるへ移籍ののち、2011年に株式会社エクスへ移籍。